# Maktúm bin Rášid Ál Maktúm
Šejch Maktúm ibn Rašíd Al Maktúm (15. srpna 1943 – 4. ledna 2006) byl arabský politik.
V letech 1971–1979 a 1990–2006 byl premiérem Spojených arabských emirátů, v letech 1979–1990 byl viceprezident Spojených arabských emirátu, v letech 1990-2006 byl emírem emirátu Dubaj. 2.–3. listopadu 2004 byl přechodně pověřen řízením úřadu prezidenta.
Byl spolumajitelem jezdecké závodní stáje Godolphin Stables.
Je po něm pojmenováno mezinárodní letiště Al-Maktúma postavené u Džabal Alí jižně od centra Dubaje a uvedené do provozu v roce 2010.